# Palác Podstatských z Prusinovic
Palác Podstatských z Prusinovic je výstavný, barokně přestavěný dům v historickém centru Olomouce na nároží Ztracené a Michalské ulice, který je zapsán na seznamu nemovitých kulturních památek.

## Historie
Dům leží na dvou středověkých parcelách na rozcestí mezi hlavním náměstím s areálem fojtství (dnešní Mahlerova ulice) a Michalským návrším. Původně existovaly dva domy se samostatnými vstupy, jeden z Michalské, druhý ze Ztracené ulice. První známý majitel domu v roce 1443 se jmenoval Mikuláš Zews (Sews) a dům zůstal v držení rodiny dlouhá léta. Od poloviny 16. století byl dům převážně majetkem šlechtických rodin, jako byli Šlechtové z Mitenperka, Nekšové z Landeka a Říkovští z Dobrčic. Během pobělohorských konfiskancí se v roce 1635 dostal do rukou Podstatských z Prusinovic, kteří ho vlastnili až do roku 1794. Za jejich působení byl přestavěn v barokním slohu. Potom se vystřídalo několik majitelů, od roku 1827 se připomíná jako majitel Vavřinec Padovec, který zde otevřel vinárnu. Restaurační provoz v přízemí domu zůstal zachován do současnosti.
Dům prošel zásadní úpravou počátkem 20. století. Bylo přistavěno třetí patro a upraven interiér pro bytové účely. Během komunistického režimu byl dům ve vlastnictví města. Z rozhodnutí olomouckého magistrátu byl v roce 2010 prodán soukromému subjektu. V roce 2017 byla provedena rekonstrukce čelní fasády.

## Popis
Tři křídla domu obklopují malý dvůr. Hlavní křídlo je obráceno do Ztracené ulice čtyřpodlažní pětiosou fasádou, do ulice Michalské pak vede delší trakt s devíti okenními osami. Ze středověku se dochovaly valeně klenuté sklepy. Dům prošel renesanční a počátkem 18. století barokní přestavbou, která je patrná především na průčelí do Ztracené ulice. Fasáda je členěna pilastry, linie oken v prvním patře zvýrazněna trojúhelníkovými a obloukovými frontony. Vchod do domu je  přes  kamenný portál s erbovním štítem rodu Podstatských. Boční průčelí je jednoduché s profilovaným klasicistními šambránami. Přízemí, ve kterém je umístěna restaurace, má velká okna s půlkruhovými záklenky, od horních pater je odděleno výraznou římsou. Dvorní fasáda je hladká, v rohu vnitřního dvora zůstaly zachovány dřevěné patrové uzavřené balkony.